# 影山優佳
影山 優佳（かげやま ゆうか、2001年〈平成13年〉5月8日 - ）は、日本のタレント、女優、元アイドルであり、女性アイドルグループ日向坂46の元メンバーである。東京都出身。プロダクション尾木所属。筑波大学附属高等学校卒業。

## 略歴
2015年、第2回 AKB48グループ ドラフト会議の最終候補者まで進むが、AKB48グループ内で指名されず、落選した。

### けやき坂46/日向坂46時代
2016年5月8日、『けやき坂46（ひらがなけやき）オーディション』に合格。同月11日、同オーディションの合格者としてお披露目される。
2018年6月1日、学業専念のため一時活動を休止することを発表した。
2020年5月26日、公式サイトで活動再開が発表された。活動休止中にグループがけやき坂46から日向坂46に改名したため、日向坂46名義の作品には、2020年9月発売の1stアルバム『ひなたざか』が初参加となり、シングル作品には2021年5月発売の5thシングル『君しか勝たん』が初参加となる。
2021年3月18日、同年8月20日公開の『かぐや様は告らせたい〜天才たちの恋愛頭脳戦〜ファイナル』（東宝）に伊井野ミコ 役として出演することが発表され、単独で映画初出演を果たす。同年5月24日、TOKYO MXなどで放送していた『さよなら私のクラマー』に海老名あやめ 役として出演することが発表され、アニメ声優初挑戦を果たした。同年9月27日、エレクトロニック・アーツ社より発売されているFIFAシリーズ『FIFA 22』の日本アンバサダーに就任した。同年12月6日のJリーグアウォーズで、ステージMCに起用された。
2022年4月1日、1期生の佐々木美玲と共同でパーソナリティを務める形で『ローソン presents 日向坂46のほっとひといき!』（TOKYO FM）がスタート。影山がレギュラーラジオのパーソナリティを務めるのは初めてである。同年8月11日、自身のInstagramアカウントを開設。
2023年1月27日、人口上位2%のIQを有する者の交流を主たる目的とした非営利団体であるMENSAの会員になったことを自身のInstagramで報告した。同年2月17日、自身の公式ブログを更新し、9thシングルでの活動をもって日向坂46から卒業することを発表した。同年4月19日にリリースされた9thシングル『One choice』収録のカップリング曲「友よ 一番星だ」で、最初で最後のセンターを務め、MVは茨城県立カシマサッカースタジアムで撮影された。同年5月9日、自身初となる写真集『知らないことだらけ』を発売。写真集は東京都、長野県、沖縄県の3都県で撮影された。

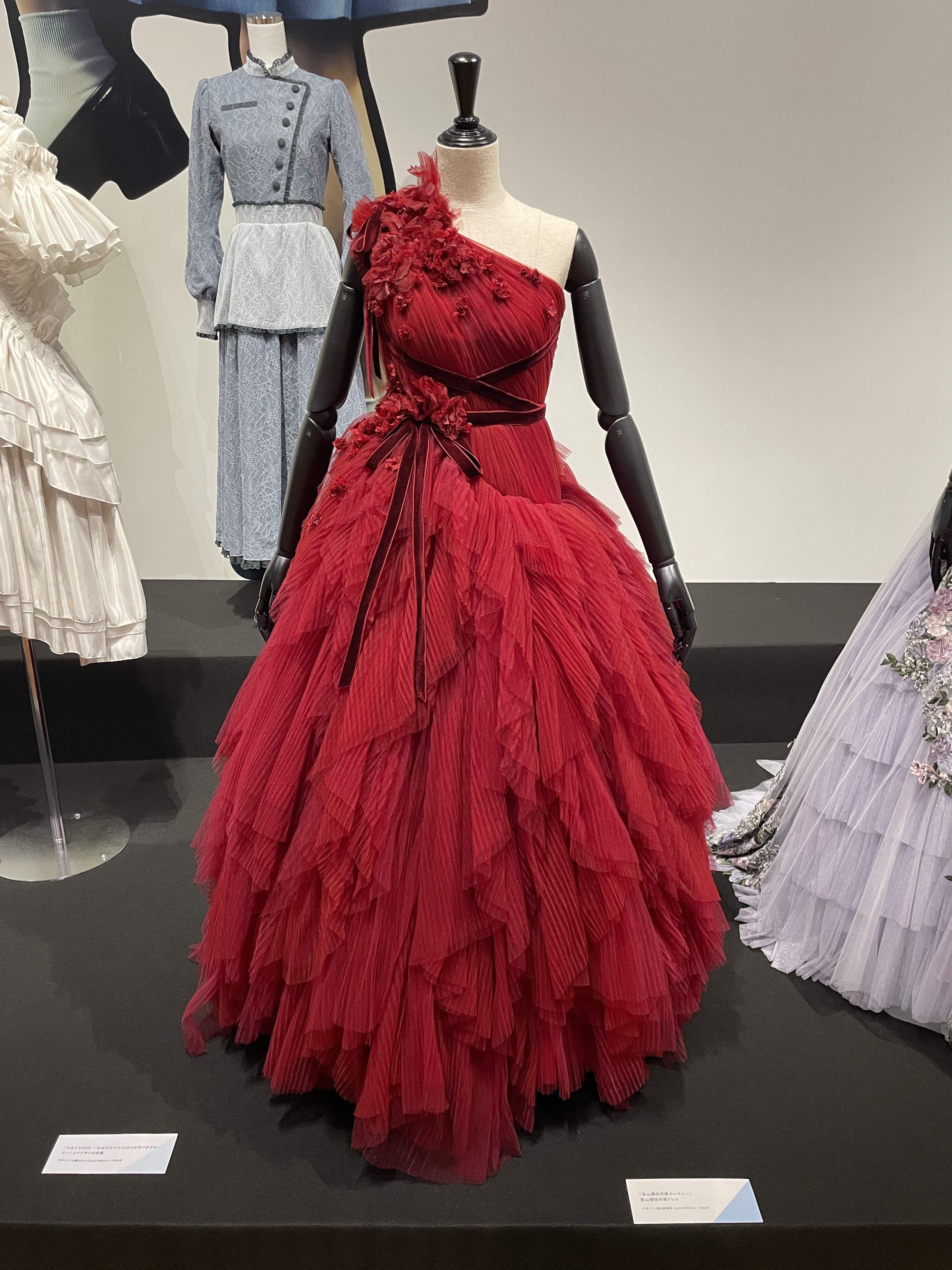
六本木ミュージアムの日向坂46展「WE R!」で展示された卒業セレモニーで着用した衣装（2024年5月13日撮影）

同年7月19日、自身の日向坂46卒業セレモニー『影山優佳 卒業セレモニー』が東京国際フォーラムにて開催された。同年7月23日、自身のInstagramにて、日向坂46としての活動を終了した。

### アイドル卒業後
2023年10月13日、芸能事務所「プロダクション尾木」への移籍とオフィシャルサイト「〜かげさぽのお席〜」のオープンを発表。
2024年1月13日（12日深夜）スタートのドラマ『ハコビヤ』（テレビ東京）にヒロイン役で出演。

## 人物
愛称は、かげちゃん、カゲ。チコくんという名前のチワワを飼っている。身長155 cm。
筑波大学附属高等学校在学中は、クイズ研究会に所属し、『高校生クイズ』（日本テレビ）で決勝進出した部活動の先輩達を側で見てリスペクトしていたと自身の公式ブログで綴っている。その間、大学受験を目指すも、体調不良により受験勉強や入学試験を続けることができなくなった旨を、2022年7月17日放送の『セルフ Documentary of 日向坂46』（TBSチャンネル1）で初めて明かした。番組終了後に更新した自身の公式ブログでも放送内容について詳述している。
尊敬する人物は俳優の橋本環奈と戸田恵梨香。橋本とは、映画での共演をきっかけに親交を深めており、2022年末に放送された『第73回NHK紅白歌合戦』（NHK）では、日向坂46のパフォーマンス中に、影山と司会の橋本が手でハートを作り合う様子が話題になった。なお、影山は「小中学生の時から環奈さんのことが大好きで」と語っており、昔からのオタクであったことを明かしている。
1つ下の弟・秀人は横浜F・マリノスジュニアユースから三菱養和SCユースを経て国士舘大学サッカー部でプレーを続けていた。現在は株式会社AxisI(アクシスアイ)代表取締役を務めると同時に、レオザフットボールが監督兼オーナーの社会人サッカーチーム・シュワーボ東京のPR業務も行っている。

### 嗜好
趣味はサッカー観戦、勉強、謎解き、舞台鑑賞。芸能界の中でも屈指の熱狂的なサッカーファンとして知られる。

#### サッカー
幼い頃からサッカーをプレーしており、小学生時代には地元のクラブであるキンダー善光サッカークラブに所属。男子の中に混じって女子1人でプレーしていた。JFAの世代別女子ナショナルトレセンに招待された事もあるが、中学受験のため断念している。
Jリーグで好きなチームはサンフレッチェ広島F.C。15歳のとき出演した、欅坂46の冠番組『欅って、書けない?』（テレビ東京）の司会である土田晃之から好きなサッカー選手について聞かれ、「選手ではなく戦術に興味がある」と答えたり、趣味として「ホワイトボードを活用したサッカーのフォーメーション及び戦術の分析」を挙げたりした上、「ミシャ式」を継承した「森保式」とも称される森保一（サンフレッチェ広島元監督、日本代表監督）の「3-4-2-1」の基本戦術も熟知しているといわれる。ほぼ毎日、1試合は観戦していると明かしている。中学2年生の時には「サッカーをもっと深く知りたい」という理由でサッカー4級審判員の資格を取得している。自身の公式ブログでも「影山優佳のWE LOVE Jリーグ」と題したJリーグ応援企画を不定期で連載し、J1リーグからJ3リーグまでの全57クラブを順に紹介している。さらに、海外サッカーにも造詣が深く、その知識量はサッカー日本代表の長友佑都や、元日本代表の内田篤人、北澤豪など数多くのサッカー関係者が絶賛するなど、“アイドル界ナンバー1のサッカー通”との評もある。2020年にはサッカーを扱うテレビ番組『FOOT×BRAIN』（テレビ東京）に番組史上最年少ゲストとして出演し、戦術や選手の特性に加え、Jリーグ振興策に至るまで、あらゆるトークを展開した。また、影山の「推し選手」を紹介する記事が組まれたことがあるほか、複数のサッカー関連番組への出演も果たしている。
2022年の『FIFAワールドカップ カタール大会（以下「W杯」）』ではABEMAとテレビ朝日の中継『FIFAワールドカップ カタール2022』で20試合以上の出演を果たし、一部メディアが「女性芸能人としては独り勝ちの様相」「W杯バブル」と伝えるほどの活躍を見せた。またSNSでは勝敗を次々と的中させる姿から「勝利の女神」と称され、その多忙ぶりから「#影山寝ろ」がTwitterでトレンド入りするなど話題になった。中継で共演した、元日本代表の本田圭佑は、「聞くところによると、確実に僕よりサッカー見てるっていうことなんで」と影山を評し、「だいぶ謙虚にいろいろお話されてましたけど、本当はもっと突っ込んで話したいことがあったんじゃないかなって」と推察した。この活躍から、同年末に放送された『第73回NHK紅白歌合戦』（NHK）では、テレビ放送副音声の「紅白ウラトークチャンネル」に日本代表の長友佑都とともに出演した。その際、スペシャルナビゲーターの櫻井翔から「すごかったですよね、影山さん。すごいんですよ！めちゃめちゃ話題になってた」と賞賛された。また、副音声司会のチョコレートプラネットは「W杯の今大会で1番売れたんじゃないか」と評した。さらに、W杯期間中に自身のInstagramのフォロワーが急激に増加している。
なお、サッカー好きが高じて、後述するアイドル活動におけるキャッチコピーでもサッカー用語を用いている。

#### 勉強・資格取得
漫画や映画と同レベルで、勉強が好きであることも明かしており、幼い頃から自主的に勉強してきたため、親に勉強するよう促されたことがないという。新型コロナウイルス感染症によるステイホーム期間中には、歯科助手や心理カウンセラー、薬学検定1級、世界遺産検定2級、ニュース時事能力検定2級など、6つの資格を取得したことを明かした。また、自身の新型コロナウイルス感染症罹患に伴う休養の際にも勉強をし、環境カオリスタをはじめ、5つの資格を取得したという。
一方、小学生の頃は、読書があまり好きではなかったといい、朝読書の時間では活字の少ない本を選んでいた。

#### クイズ・謎解き
クイズや謎解きも好きであることを明かしており、グループの冠番組『ひなちょいSeason2』では、複数回に渡り、謎解きをプレゼンしている。また、クイズ番組『東大王』（TBS）に出演した際には、司会の南海キャンディーズ・山里亮太に「クイズ界のスーパースターが生まれる瞬間を見た」と言わしめる活躍を見せた。2023年5月29日放送の『クイズプレゼンバラエティー Qさま!!』（テレビ朝日）で行われた恒例企画「学力王No.1決定戦」で番組常連解答者の宇治原史規（ロザン）、石原良純、カズレーザー（メイプル超合金）らを破り初優勝を果たした。この優勝は「学力王No.1決定戦」史上最年少優勝（当時22歳、高校生大会及び一般出場者を除いて）だった。

#### 食べ物
好きな食べ物はもんじゃと肉系。
好きなお菓子はフィナンシェ。
母親がかつてもんじゃ店を営業していたという。嫌いな食べ物はネバネバ系。好きな弁当は喜山飯店。
料理が好きであることも明かしており、テレビ番組で手料理を披露したこともある。

#### 名探偵コナン
けやき坂46時代の冠番組『ひらがな推し』で好きな本を訊かれた際には、漫画『名探偵コナン』をあげている。『名探偵コナン』には深い愛情をもっており、グループの冠番組『日向坂で会いましょう』内の企画では、影山が講師役となり、メンバーに同作の魅力をプレゼンしたほか、プライベートでは原作者の青山剛昌の出身地である鳥取県を訪問し、「コナン巡り」をしたことがある。また、クイズや謎解き、勉強などが好きになったのも元々は『名探偵コナン』がきっかけだったと語っている。
自身のInstagramでは「夢はコナン作品に出演することです！」とも綴っている。2023年5月13日放送のテレビアニメ1083話「Jリーグ決戦の舞台裏」において本人役で声優として出演を果たし、「子供の頃からの夢が叶った」と喜びの声を上げた。
また2023年4月公開の劇場版『名探偵コナン 黒鉄の魚影』の応援宣伝キャラクターにも影山を含む日向坂メンバー5名（影山優佳、高本彩花、小坂菜緒、丹生明里、加藤史帆）が選ばれている。翌年2024年4月に公開された第27作目にあたる『名探偵コナン 100万ドルの五稜星』の映画の公式宣伝キャラクターにも今度は影山優佳が単独で起用された。

### 特技
小学生時代には、地元のサッカークラブに所属していた経験があり、実際にプレーをするのも得意。観戦する集中力がなく、見るよりもプレーすることの方が好きであったと明かしている。当時のポジションはサイドハーフかボランチ。50mを7秒台で走り、男子が数十人所属しているサッカークラブの中で、唯一の女子である影山が一番速かったという。
学業のため休業中であった2018年には「日本倫理・哲学グランプリ」で銅賞を受賞したことが一部メディアで報じられ、のちに『日向坂で会いましょう』でもその旨を明かしている。
手話を用いてコミュニケーションをとることもできる。小学3年生の頃、学校の特別授業で数回、手話を学ぶ機会があったことがきっかけとなり、知らない言語を学びたいという探究心のもと、NHKの手話講座を毎日録画し、練習していたことを明かしている。けやき坂46時代の握手会で耳の聞こえない方に対して手話で対応したエピソードがファンの間で広まりその優しさが話題となった。
また、美味しそうにご飯を食べることも特技としてあげている。

### けやき坂46・日向坂46
ペンライトカラーは、    レッド ×     レッド。
キャッチコピーはサッカー用語を用いた、「あなたのハートにゲーゲンプレス」。元日本代表の本田圭佑は、このキャッチコピーについて、「『ゲーゲンプレス』って聞いたときはもう、そんなアイドルがおんのやってびっくりしましたよね」と語っている。
このキャッチコピーはDAZNの番組にゲスト出演した際に視聴者から募集した中から採用されたもので、初期のキャッチコピーは「サッカー大好き小女」。またステージ等では「みなさんのハートに愛のボレーシュートを決めたい」と言ったキャッチフレーズで自己紹介することもあった。
2期生の金村美玖は、影山のことを深く尊敬しており、2018年には「影山さんの努力家な所、笑顔満点のアイドルな所、大きいダンス、きれいな歌声、すべてに憧れていて少しでも近づけるよう今でもずっと尊敬しております」と自身の公式ブログで綴っている。プライベートでも一緒に遊ぶことがある。
2期生の丹生明里とは、2018年の休業中にプライベートで遊んだことが丹生の公式ブログで明かされている。さらに、同期生の加藤史帆も、影山の休業中に「ちょこちょこ会っていた」と明かしている。
3期生の髙橋未来虹と仲がよく、髙橋とは「夜ホテルで語り明かした仲」だと明かしている。また、髙橋から「（影山の）家に行っていいか」との連絡を受け、初めてグループのメンバーを自宅に招いたのが髙橋だったという。髙橋も「目標とする先輩」として影山の名前をあげている。髙橋とのコンビ名は「かげみくにん」。
また、2期生の宮田愛萌とも仲がよく、コンビ名を「びじねぇず」または「Busines's」としている。宮田が初めて自宅に招いたメンバーが影山であり、一緒に食事に行くこともある。
2期生の河田陽菜とは、2001年生まれの同年代であることから、20歳を表す「はたち」から取り、「ハタチズ」とのコンビ名を使用している。影山いわく、「同い年と言って驚かれる率120%でお馴染み！もはや話のネタになってます！」とのこと。ちなみに、20歳を過ぎてからもコンビ名を変えずにそのまま使用している。
同期生の佐々木美玲とのコンビ名は「かげぱん」。また、3期生の山口陽世とのコンビ名は「かげぱる」。
1期生の中では年少メンバーにあたり、柿崎芽実のグループ卒業後は1期生の現役メンバーで最年少となった。

## 作品

### シングル
けやき坂46
- ひらがなけやき（2016年8月10日、SRCL-9153）- EAN 4988009130866。
- 誰よりも高く跳べ!（2016年11月30日、SRCL-9269/70）- EAN 4547366279382。
- W-KEYAKIZAKAの詩（2017年4月5日、SRCL-9394/402）- EAN 4547366301281。
- 僕たちは付き合っている（2017年4月5日、SRCL-9400/1）- EAN 4547366301281。
- それでも歩いてる（2017年10月25日、SRCL-9583/4）- EAN 4547366331646。
- NO WAR in the future（2017年10月25日、SRCL-9583/4）- EAN 4547366331646。
- イマニミテイロ（2018年3月7日、SRCL-9738/9）- EAN 4547366350272。

日向坂46
- 君しか勝たん（2021年5月26日、SRCL-11794/802）- EAN 4547366504392。
- 声の足跡（2021年5月26日、SRCL-11794/802）- EAN 4547366504392。
- どうする?どうする?どうする?（2021年5月26日、SRCL-11798/9）- EAN 4547366504415。
- 膨大な夢に押し潰されて（2021年5月26日、SRCL-11802）- EAN 4547366504439。
- ってか（2021年10月27日、SRCL-11941/9）- EAN 4547366527520。
- 何度でも何度でも（2021年10月27日、SRCL-11941/9）- EAN 4547366527520。
- 思いがけないダブルレインボー（2021年10月27日、SRCL-11941/2）- EAN 4547366527520。
- アディショナルタイム（2021年10月27日、SRCL-11949）- EAN 4547366527568。
- 僕なんか（2022年6月1日、SRCL-12140/8）- EAN 4547366557145。
- 飛行機雲ができる理由（2022年6月1日、SRCL-12140/8）- EAN 4547366557145。
- 真夜中の懺悔大会（2022年6月1日、SRCL-12144/5）- EAN 4547366557183。
- 知らないうちに愛されていた（2022年6月1日、SRCL-12148）- EAN 4547366557176。
- 月と星が踊るMidnight（2022年10月26日、SRCL-12320/8）- EAN 4547366583045。
- HEY!OHISAMA!（2022年10月26日、SRCL-12320/8）- EAN 4547366583045。
- その他大勢タイプ（2022年10月26日、SRCL-12324/5）- EAN 4547366583069。
- 一生一度の夏（2022年10月26日、SRCL-12328）- EAN 4547366583076。
- One choice（2023年4月19日、SRCL-12490/8）- EAN 4547366612684。
- 恋は逃げ足が早い（2023年4月19日、SRCL-12490/8）- EAN 4547366612684。
- 愛はこっちのものだ（2023年4月19日、SRCL-12490/1）- EAN 4547366612684。
- 友よ 一番星だ（2023年4月19日、SRCL-12498）- EAN 4547366612714。

### アルバム
欅坂46
- 真っ白なものは汚したくなる（2017年7月19日、SRCL-9482/8）- EAN 4547366318470。

けやき坂46
- 走り出す瞬間（2018年6月20日、SRCL-9825/9）- EAN 4547366358575。

日向坂46
- ひなたざか（2020年9月23日、SRCL-11580/4）- EAN 4547366470109。

### 映像作品
- けやき坂46（2016年11月30日）- EAN 4547366279399。
- 井口眞緒・影山優佳（2017年4月5日）- EAN 4547366301281。
- グループ発展祈願の旅 〜栃木編〜（2017年10月25日）- EAN 4547366331639。
- けやき坂46 1期生特典映像（2018年3月7日）- EAN 4547366350289。
- ひらがな武道館 〜Day3 Special Selection〜（2018年6月20日）- EAN 4547366358575。
- ひらがな全国ツアー2017 Live&Documentary（2018年6月20日）- EAN 4547366358582。
- KEYABINGO!3（2018年6月29日）- EAN 4988021715874、EAN 4988021146951。
- Re:Mind（2018年7月4日）- EAN 4517331041733、EAN 4517331041726。
- KEYABINGO!4 ひらがなけやきって何?（2018年11月9日）- EAN 4988021716512、EAN 4988021147545。
- 日向坂46デビューカウントダウンライブ!! in 横浜アリーナ 〜けやき坂46 LAST LIVE〜（2020年9月23日）- EAN 4547366470109。
- 日向坂46デビューカウントダウンライブ!! in 横浜アリーナ 〜日向坂46 FIRST LIVE〜（2020年9月23日）- EAN 4547366470116。
- 〜ひらがな推し〜「としちゃんと愉快な仲間たち編」（2021年3月31日）- EAN 4547366499780。
- 〜ひらがな推し〜「京子さん、何してんですか編」（2021年3月31日）- EAN 4547366499803。
- 〜ひらがな推し〜「日向のバラエティ女王誕生編」（2021年3月31日）- EAN 4547366499810。
- 〜ひらがな推し〜「パンの鉄砲を撃ちますよ編」（2021年3月31日）- EAN 4547366499797。
- 〜ひらがな推し〜「あだ名がおたけになりました編」（2021年3月31日）- EAN 4547366499773。
- 学びの化物 影山に1日休みを与えてみた（2021年5月26日）- EAN 4547366504408。
- ひなたの夏休み（2021年10月27日）- EAN 4547366527544。
- 〜ひらがな推し〜初ガツオを推すしかない編（2022年1月1日）- EAN 4547366540796。
- 〜ひらがな推し〜好きな人いるの?ニブだよ編（2022年1月1日）- EAN 4547366540772。
- 〜ひらがな推し〜ヘビーリトルトゥース誕生編（2022年1月1日）- EAN 4547366540765。
- 〜ひらがな推し〜埼玉と春日が生んだ怒涛の起爆剤編（2022年1月1日）- EAN 4547366540789。
- 〜ひらがな推し〜いつでもどこでも変化球編（2022年1月1日）- EAN 4547366540758。
- ひなたのバス旅（2022年6月1日）- EAN 4547366557145、EAN 4547366557183。
- 日向坂46 3周年記念MEMORIAL LIVE 〜3回目のひな誕祭〜 in 東京ドーム（2022年7月20日）- EAN 4547366568318、EAN 4547366568301。
- 渡邉美穂 卒業セレモニー（2022年10月26日）- EAN 4547366583045、EAN 4547366583052。
- 希望と絶望（2022年12月21日）- EAN 4550450021729、EAN 4550450021736。
- 〜日向坂で会いましょう〜小坂菜緒のヒットキャンペーンで会いましょう（2023年1月1日）- EAN 4547366595918。
- 〜日向坂で会いましょう〜丹生明里の団体戦で会いましょう（2023年1月1日）- EAN 4547366595925。
- Happy Smile Tour 2022（2023年4月19日）- EAN 4547366612684、EAN 4547366612691。
- W-KEYAKI FES. 2022（2023年7月26日）- EAN 4547366625868、EAN 4547366625875。
- 日向坂46 4周年記念MEMORIAL LIVE 〜4回目のひな誕祭〜 in 横浜スタジアム（2023年9月13日）- EAN 4547366634235、EAN 4547366634228。
- ひらがなくりすます2018 & ひなくり2019〜2022 Complete Box（2023年12月24日）- EAN 4547366655889。
- 〜日向坂で会いましょう〜齊藤京子の野球を好きになりましょう（2024年1月31日）- EAN 4547366660821。
- 〜日向坂で会いましょう〜佐々木美玲のおひさまたちを釣りましょう（2024年1月31日）- EAN 4547366660791。
- 〜日向坂で会いましょう〜河田陽菜の秋頃に会いましょう（2024年1月31日）- EAN 4547366660784。
- 〜日向坂で会いましょう〜松田好花のリトルトゥースになりましょう（2024年1月31日）- EAN 4547366660807。
- 〜日向坂で会いましょう〜上村ひなのの三期生に出会いましょう（2024年1月31日）- EAN 4547366660814。
- BEST MUSIC VIDEO COLLECTION 2015-2024（2024年12月3日）- EAN 4547366713909。
- 〜日向坂で会いましょう〜新年早々バトりましょう（2025年4月9日）- EAN 4547366731361。
- 〜日向坂で会いましょう〜OBKを炙り出しましょう（2025年4月9日）- EAN 4547366731323。
- 〜日向坂で会いましょう〜ポンコツたちを集めましょう（2025年4月9日）- EAN 4547366731330。
- 〜日向坂で会いましょう〜四期生を知ってもらいましょう（2025年4月9日）- EAN 4547366731354。
- 日向坂46 6周年記念MEMORIAL LIVE 〜6回目のひな誕祭〜 in 横浜スタジアム（2025年7月23日）- EAN 4547366757309、EAN 4547366757323。

## 出演

### バラエティー番組
- 満天☆青空レストラン #751「鹿児島県垂水市 アカバナ[注 9]」（2024年5月11日、日本テレビ）- ゲスト初出演[110]
- Google Pixel presents ANOTHER SKY（2025年6月28日、日本テレビ） - ゲスト（訪問地：アメリカ合衆国 フィラデルフィア、ニューヨーク）[111]

### ドキュメンタリー番組
- 未来予測反省会（2024年3月28日 - 、NHK総合） - MC（司会）[112]

### スポーツ番組
- FOOT×BRAIN（2020年10月4日[注 10] - 、テレビ東京）- SPECIAL ANALYST（不定期出演）[113]。
- 中澤佑二と影山優佳（日向坂46）のトーキング・フットボール＜全3回＞（2020年12月27日、2021年1月15日 - 22日、ひかりTVチャンネル+）- 冠番組[114]。
- FIFAワールドカップ64（テレビ朝日・ABEMA）
  - サッカー日本代表大集合SP（2022年5月28日、）- MC[115]。
  - 日本のエース伊東純也を日向坂46影山が大解剖SP（2022年7月30日）- MC[116]。
  - W杯まで98日！やべっち×吉田麻也SP対談！（2022年8月14日）- MC[117]。

### テレビドラマ
- Re:Mind（2017年10月20日 - 12月29日、テレビ東京）- 影山優佳 役[118]。
- ハコビヤ（2024年1月13日 - 3月2日、テレビ東京）- ヒロイン・天野杏奈 役[35]。
- 春になったら（2024年1月15日 - 3月25日、関西テレビ） - 斉藤愛里 役[119]。
- ウェル美とネス子。（2024年10月3日 - 、日本テレビ） - 主演・ウェル美 役（吉住とダブル主演）[120]。
- オクトー 〜感情捜査官 心野朱梨〜 Season2（2024年10月3日 - 12月12日、読売テレビ） - 滝沢美空 役[121]。
- マイダイアリー 第8話（2024年12月15日、朝日放送テレビ・テレビ朝日） - 出口楓 役[122][123]。
- 御上先生（2025年1月19日 - 3月23日、TBS） - 倉吉由芽 役[124][125]。
- ムサシノ輪舞曲（2025年5月10日 - 6月14日、テレビ朝日） - 沼田ヨリコ 役[126]。
- こんばんは、朝山家です。（2025年7月6日 - 、朝日放送テレビ） - 木本美樹 役[127]。
- シナントロープ（2025年10月6日〈予定〉 - 、テレビ東京） - 里見奈々 役[128][129]。

### 映画
- かぐや様は告らせたい〜天才たちの恋愛頭脳戦〜ファイナル（2021年8月20日、東宝）- 伊井野ミコ 役[16][17]
- サラリーマン金太郎（ライツキューブ） - 前田一美 役[130][131]
  - 【暁】編（2025年1月10日）
  - 【魁】編（2025年2月7日）

### テレビアニメ
- さよなら私のクラマー（2021年5月30日 - 6月20日、TOKYO MXほか）- 海老名あやめ 役[18]。
- 名探偵コナン（2023年5月13日、読売テレビ）- 影山優佳（本人）役[89]。

### 舞台
- あゆみ（2018年4月20日 - 5月6日、AiiA 2.5 Theater Tokyo）- チームカスタネット[132]。
- 未来少年コナン（2024年5月28日 - 6月16日、東京芸術劇場プレイハウス；6月28日 - 6月30日、梅田芸術劇場シアター・ドラマシティ）- ラナ 役[133]。

### ラジオ
- アルコ&ピース酒井健太と日向坂46影山優佳のあなたの地域にゲーゲンプレス‼︎（2021年12月30日、TBSラジオ）- MC[134]。
- ローソン presents 日向坂46のほっとひといき!（2022年4月1日 - 2023年3月31日[135]、TOKYO FM）- パーソナリティ[136]。

### ネット配信
- Atsuto Uchida's FOOTBALL TIME（2020年10月1日 - 、DAZN）- 不定期出演[注 11]。
- 影山優佳のFUTチャレンジ "あなたのハートにFUT"（2020年12月16日 - 22日、YouTube）[56][137]
- 影山優佳のFUTチャレンジ22（2021年12月3日 - 23日、YouTube）[138]
- ABEMAスポーツタイム（2023年7月2日 - 2024年12月29日、ABEMA） - スペシャルサポーター[139][140]。

### イベント
- DAZN サッカーAFCアジア予選（2021年9月2日 - 2022年3月29日）- 応援アンバサダー[141][142]。
- 2021Jリーグアウォーズ（2021年12月6日）- ステージMC[20]。
- DreamHack Japan 2023 FIFA 23 影山優佳チームvs岡崎体育チーム（2023年5月14日、幕張メッセ イベントホール）[143]
- NHK学生ロボコン2023（2023年6月4日、大田区総合体育館） - スペシャルナビゲーター[144][注 12]。

### CM
- 光文社 新書創刊20周年フェア「アランちゃんの成人式」（2021年9月3日 - ）- フェアキャラクター[145][146][147]
- FIFA 22（2021年10月1日 - ）- 日本アンバサダー[148]
- ローソン「DAZN×日向坂46影山さん×ローソン」（2021年10月28日 - ）[149]
- 大塚食品 ビタミン炭酸飲料『MATCH』「おつかれさマッチタイムリープキャンペーン」（2023年4月17日 - 30日）- イメージキャラクター[150][151]
- ユニクロ GWキャンペーン『GWはなにする?なに着る?ユニクロのいざGW』（2023年4月28日 - 5月11日） - イメージキャラクター（加藤諒と共演）[152]
- NTTドコモ dスマホローン「待て」篇・「乗り物」篇（2023年5月1日 - ）[153]
- 住友三井オートサービス 移動革命（2024年3月1日 - ） - イメージキャラクター[154][155]
- 日本スポーツ振興センター「WINNER」（2024年9月3日 - ）[156]
- カナデビア 企業CM
  - 「カナデビアなら知っている」篇（2024年10月1日 - ）[157]
  - 「カナデビアなら知っている 脱炭素化」篇（2025年6月1日 - ）[158]
- タウンハウジング「タウンベアぞくぞく」篇（2024年12月13日 - ）[159]
- 東京都福祉局 「東京都 心のバリアフリー」（2024年12月13日 - ）[160][161]
- 国際交流基金 「日本語パートナーズ募集」WEB CM（2025年4月30日 - ）[162]
- ディズニー SARIGENAシリーズ 商品紹介（2025年）[163]
- 総務省 意識啓発プロジェクト「DIGITAL POSITIVE ACTION はじめよう」篇（2025年5月14日 - ）[164]

### MV
- TAKU INOUE「ピクセル (feat. なるみや)」[165]

## 書籍
- 1st写真集『知らないことだらけ』（2023年5月9日、扶桑社、撮影：新津保建秀）[31][30]

## 受賞歴
2023年
- 2023年2月調査『タレントパワーランキング』女性タレント部門 パワースコア急上昇ランキング 第1位